# Liste der Nummer-eins-Hits in Italien (2013)
Diese Liste der Nummer-eins-Hits basiert auf den offiziellen Chartlisten der Federazione Industria Musicale Italiana (FIMI), der italienischen Landesgruppe der IFPI, im Jahr 2013. Berücksichtigt werden die Albumcharts und die Top-Digital-Download-Singlecharts.

## Singles
| ← 2012 ← | Liste der Nummer-eins-Hits in Italien | Liste der Nummer-eins-Hits in Italien | Liste der Nummer-eins-Hits in Italien                                                                                             | 2014 → |
| \| Zeitraum \| Wo. ges. \| Interpret \| Titel Autor(en) \| Zusätzliche Informationen \| \| (Zeitraum, Wochen auf Platz eins, Interpret, Titel, Autor[en], zusätzliche Informationen) \| \| \| \| \| \| ----------------------------------------------------------------------------------------- \| -------- \| --------------------------------- \| --------------------------------------------------------------------------------------------------------------------------------- \| ---------------------------------------------------------------------------------------------------------------------------------------------------------------------------------------------------------------------------------------------------------------------------------------------------------------------------------------------------------------------------------------------------------------------------- \| \| 24. Dezember 2012 – 20. Januar 2013 4 Wochen \| 4 \| Will.i.am \| Scream & Shout William Adams, Jef Martens, Jean-Baptiste Kouame \| – \| \| 21. Januar 2013 – 27. Januar 2013 1 Woche \| 1 \| Vasco Rossi \| L’uomo più semplice Gaetano Curreri, Andrea Fornili \| – \| \| 28. Januar 2013 – 10. Februar 2013 2 Wochen \| 2 \| Lykke Li \| I Follow Rivers Rick Nowels, Björn Yttling, Lykke Li Zachrisson \| – \| \| 11. Februar 2013 – 7. April 2013 8 Wochen \| 8 \| Marco Mengoni \| L’essenziale Francesco de Benedittis, Roberto Casalino, Marco Mengoni \| Als Sieger des Sanremo-Festivals gleichzeitig auch der diesjährige Eurovision-Song-Contest-Beitrag Italiens; für Mengoni nach Dove si vola 2009 der zweite Nummer-eins-Hit. \| \| 8. April 2013 – 21. April 2013 2 Wochen \| 2 \| Pink feat. Nate Ruess \| Just Give Me a Reason Alecia Moore, Nate Ruess, Jeff Bhasker \| Sowohl Pink als auch die Band Fun von Nate Ruess kamen bislang in Italien nicht über Platz 2 hinaus, gemeinsam hatten sie den ersten Nummer-eins-Hit. \| \| 22. April 2013 – 7. Juli 2013 11 Wochen \| 11 \| Daft Punk feat. Pharrell Williams \| Get Lucky Nile Rodgers, Thomas Bangalter, Guy-Manuel de Homem-Christo, Pharrell Williams \| 16 Jahre nach ihrem ersten Nummer-eins-Hit Around the World und 13 Jahre nach dem letzten Top-10-Hit kehren die Franzosen an die Spitze in Italien zurück; für Pharrell war es der erste Top-10-Hit und die letzten Erfolge liegen auch schon sieben Jahre zurück. \| \| 8. Juli 2013 – 14. Juli 2013 1 Woche \| 1 \| Naughty Boy feat. Sam Smith \| La La La James Murray, Shahid Khan, James Napier, Mustafa Omer, Sam Smith, Al-Hakam El Kaubaisy, Jonnie Coffer, Frobisher Mbabazi \| Der erste internationale Hit des Briten erreichte in vielen Ländern hohe Platzierungen, doch nur in seiner Heimat und in Italien schaffte er es bis auf Platz 1. \| \| 15. Juli 2013 – 8. September 2013 8 Wochen (insgesamt 12) \| 12 \| Avicii \| Wake Me Up Tim Bergling, Mike Einziger, Aloe Blacc, Ash Pournouri \| Europaweit war das Stück des schwedischen DJs mit gesanglicher Unterstützung von Aloe Blacc in den Sommermonaten das erfolgreichste Lied. \| \| 9. September 2013 – 15. September 2013 1 Woche \| 1 \| Laura Pausini with Kylie Minogue \| Limpido Laura Pausini, Virginio Simonelli \| Das italienisch-australische Duett war für beide Superstars nicht die erste Nummer eins in Italien; mitgeschrieben hat der Sieger der Castingshow Amici di Maria De Filippi von 2011. \| \| 16. September 2013 – 13. Oktober 2013 4 Wochen (insgesamt 12) \| 12 \| Avicii \| Wake Me Up Tim Bergling, Mike Einziger, Aloe Blacc, Ash Pournouri \| – \| \| 14. Oktober 2013 – 20. Oktober 2013 1 Woche \| 1 \| Vasco Rossi \| Cambia-menti Vasco Rossi, Simone Sello, Saverio Principini \| Es ist bereits der zweite Nummer-eins-Hit in einem Jahr für den Liedermacher, der dritte in Folge. \| \| 21. Oktober 2013 – 27. Oktober 2013 1 Woche \| 1 \| Lorde \| Royals Joel Little, Ella Yelich O’Connor \| Obwohl die Neuseeländerin in ihrer Heimat und in USA großen Erfolg hatte, war Italien das erste europäische Land, in dem sie mit ihrem Debütsong auf Platz eins kam. \| \| 28. Oktober 2013 – 3. November 2013 1 Woche \| 1 \| Ellie Goulding \| Burn Greg Kurstin, Ryan Tedder, Brent Kutzle, Noel Zancanella, Ellie Goulding \| Der bisher größte Hit der Engländerin, trotzdem war Italien eines der wenigen Länder, in denen sie es bis ganz nach oben schaffte, und das mit ihrem ersten Top-Ten-Hit. \| \| 4. November 2013 – 24. November 2013 3 Wochen (insgesamt 5) \| 5 \| Mika feat. Chiara \| Stardust Mika \| Der Brite setzt seine Erfolge in Südeuropa fort, in Frankreich hatte er 2011 mit Elle me dit einen Nummer-eins-Hit, in Spanien erreichte früher im Jahr Live Your Life Platz zwei; nach seinem internationalen Debüt Grace Kelly (2007) ist es seine zweite Topplatzierung in Italien; unterstützt wird er von der italienischen X-Factor-Siegerin Chiara, die im Vorjahr ebenfalls schon einmal auf Platz eins gewesen war. \| \| 25. November 2013 – 1. Dezember 2013 1 Woche \| 1 \| Passenger \| Let Her Go Mike Rosenberg \| Ziemlich genau ein Jahr nachdem Mike Rosenberg in den Niederlanden entdeckt worden und an die Chartspitze gekommen war, wurde sein weltweiter Hit auch in Italien die Nummer eins. \| \| 2. Dezember 2013 – 8. Dezember 2013 1 Woche \| 1 \| U2 \| Ordinary Love U2, Bono, Brian Burton \| Das Lied stammt ursprünglich aus dem Film Mandela – Der lange Weg zur Freiheit aus demselben Jahr, nach dem Tod von Nelson Mandela wurde es als Single veröffentlicht, nur in Italien erreichte es die Spitzenposition und brachte den Iren nach fast sieben Jahren wieder einen Nummer-eins-Hit. \| \| 9. Dezember 2013 – 15. Dezember 2013 1 Woche \| 1 \| Michele Bravi \| La vita e la felicità Tiziano Ferro, Sergio Vallarino \| Wie im Vorjahr schafft es der Sieger der Castingshow X Factor wieder auf Platz eins, auch wenn Bravi dafür eine Woche Anlauf brauchte. \| \| 16. Dezember 2013 – 29. Dezember 2013 2 Wochen (insgesamt 5) \| 5 \| Mika feat. Chiara \| Stardust Mika \| – \| \| 30. Dezember 2013 – 12. Januar 2014 2 Wochen \| 2 \| Klingande \| Jubel Cédric Steinmyller, Edgar Catry \| Zuerst war die französische Instrumentalnummer in den deutschsprachigen Ländern ein Nummer-eins-Erfolg, dann breitete er sich von da über die Nachbarländer aus, nach Belgien ist Italien das fünfte Nummer-eins-Land. \| |                                       |                                       | | |
| ← 2012 |                                       |                                       | | → 2014 → |
| Zeitraum | Wo. ges.                              | Interpret                             | Titel Autor(en) | Zusätzliche Informationen |
| (Zeitraum, Wochen auf Platz eins, Interpret, Titel, Autor[en], zusätzliche Informationen) |                                       |                                       | | |
| 24. Dezember 2012 – 20. Januar 2013 4 Wochen | 4                                     | Will.i.am                             | Scream & Shout William Adams, Jef Martens, Jean-Baptiste Kouame                                                                   | – |
| 21. Januar 2013 – 27. Januar 2013 1 Woche | 1                                     | Vasco Rossi                           | L’uomo più semplice Gaetano Curreri, Andrea Fornili                                                                               | – |
| 28. Januar 2013 – 10. Februar 2013 2 Wochen | 2                                     | Lykke Li                              | I Follow Rivers Rick Nowels, Björn Yttling, Lykke Li Zachrisson                                                                   | – |
| 11. Februar 2013 – 7. April 2013 8 Wochen | 8                                     | Marco Mengoni                         | L’essenziale Francesco de Benedittis, Roberto Casalino, Marco Mengoni                                                             | Als Sieger des Sanremo-Festivals gleichzeitig auch der diesjährige Eurovision-Song-Contest-Beitrag Italiens; für Mengoni nach Dove si vola 2009 der zweite Nummer-eins-Hit. |
| 8. April 2013 – 21. April 2013 2 Wochen | 2                                     | Pink feat. Nate Ruess                 | Just Give Me a Reason Alecia Moore, Nate Ruess, Jeff Bhasker                                                                      | Sowohl Pink als auch die Band Fun von Nate Ruess kamen bislang in Italien nicht über Platz 2 hinaus, gemeinsam hatten sie den ersten Nummer-eins-Hit. |
| 22. April 2013 – 7. Juli 2013 11 Wochen | 11                                    | Daft Punk feat. Pharrell Williams     | Get Lucky Nile Rodgers, Thomas Bangalter, Guy-Manuel de Homem-Christo, Pharrell Williams                                          | 16 Jahre nach ihrem ersten Nummer-eins-Hit Around the World und 13 Jahre nach dem letzten Top-10-Hit kehren die Franzosen an die Spitze in Italien zurück; für Pharrell war es der erste Top-10-Hit und die letzten Erfolge liegen auch schon sieben Jahre zurück. |
| 8. Juli 2013 – 14. Juli 2013 1 Woche | 1                                     | Naughty Boy feat. Sam Smith           | La La La James Murray, Shahid Khan, James Napier, Mustafa Omer, Sam Smith, Al-Hakam El Kaubaisy, Jonnie Coffer, Frobisher Mbabazi | Der erste internationale Hit des Briten erreichte in vielen Ländern hohe Platzierungen, doch nur in seiner Heimat und in Italien schaffte er es bis auf Platz 1. |
| 15. Juli 2013 – 8. September 2013 8 Wochen (insgesamt 12) | 12                                    | Avicii                                | Wake Me Up Tim Bergling, Mike Einziger, Aloe Blacc, Ash Pournouri                                                                 | Europaweit war das Stück des schwedischen DJs mit gesanglicher Unterstützung von Aloe Blacc in den Sommermonaten das erfolgreichste Lied. |
| 9. September 2013 – 15. September 2013 1 Woche | 1                                     | Laura Pausini with Kylie Minogue      | Limpido Laura Pausini, Virginio Simonelli                                                                                         | Das italienisch-australische Duett war für beide Superstars nicht die erste Nummer eins in Italien; mitgeschrieben hat der Sieger der Castingshow Amici di Maria De Filippi von 2011. |
| 16. September 2013 – 13. Oktober 2013 4 Wochen (insgesamt 12) | 12                                    | Avicii                                | Wake Me Up Tim Bergling, Mike Einziger, Aloe Blacc, Ash Pournouri                                                                 | – |
| 14. Oktober 2013 – 20. Oktober 2013 1 Woche | 1                                     | Vasco Rossi                           | Cambia-menti Vasco Rossi, Simone Sello, Saverio Principini                                                                        | Es ist bereits der zweite Nummer-eins-Hit in einem Jahr für den Liedermacher, der dritte in Folge. |
| 21. Oktober 2013 – 27. Oktober 2013 1 Woche | 1                                     | Lorde                                 | Royals Joel Little, Ella Yelich O’Connor                                                                                          | Obwohl die Neuseeländerin in ihrer Heimat und in USA großen Erfolg hatte, war Italien das erste europäische Land, in dem sie mit ihrem Debütsong auf Platz eins kam. |
| 28. Oktober 2013 – 3. November 2013 1 Woche | 1                                     | Ellie Goulding                        | Burn Greg Kurstin, Ryan Tedder, Brent Kutzle, Noel Zancanella, Ellie Goulding                                                     | Der bisher größte Hit der Engländerin, trotzdem war Italien eines der wenigen Länder, in denen sie es bis ganz nach oben schaffte, und das mit ihrem ersten Top-Ten-Hit. |
| 4. November 2013 – 24. November 2013 3 Wochen (insgesamt 5) | 5                                     | Mika feat. Chiara                     | Stardust Mika | Der Brite setzt seine Erfolge in Südeuropa fort, in Frankreich hatte er 2011 mit Elle me dit einen Nummer-eins-Hit, in Spanien erreichte früher im Jahr Live Your Life Platz zwei; nach seinem internationalen Debüt Grace Kelly (2007) ist es seine zweite Topplatzierung in Italien; unterstützt wird er von der italienischen X-Factor-Siegerin Chiara, die im Vorjahr ebenfalls schon einmal auf Platz eins gewesen war. |
| 25. November 2013 – 1. Dezember 2013 1 Woche | 1                                     | Passenger                             | Let Her Go Mike Rosenberg | Ziemlich genau ein Jahr nachdem Mike Rosenberg in den Niederlanden entdeckt worden und an die Chartspitze gekommen war, wurde sein weltweiter Hit auch in Italien die Nummer eins. |
| 2. Dezember 2013 – 8. Dezember 2013 1 Woche | 1                                     | U2                                    | Ordinary Love U2, Bono, Brian Burton                                                                                              | Das Lied stammt ursprünglich aus dem Film Mandela – Der lange Weg zur Freiheit aus demselben Jahr, nach dem Tod von Nelson Mandela wurde es als Single veröffentlicht, nur in Italien erreichte es die Spitzenposition und brachte den Iren nach fast sieben Jahren wieder einen Nummer-eins-Hit. |
| 9. Dezember 2013 – 15. Dezember 2013 1 Woche | 1                                     | Michele Bravi                         | La vita e la felicità Tiziano Ferro, Sergio Vallarino                                                                             | Wie im Vorjahr schafft es der Sieger der Castingshow X Factor wieder auf Platz eins, auch wenn Bravi dafür eine Woche Anlauf brauchte. |
| 16. Dezember 2013 – 29. Dezember 2013 2 Wochen (insgesamt 5) | 5                                     | Mika feat. Chiara                     | Stardust Mika | – |
| 30. Dezember 2013 – 12. Januar 2014 2 Wochen | 2                                     | Klingande                             | Jubel Cédric Steinmyller, Edgar Catry                                                                                             | Zuerst war die französische Instrumentalnummer in den deutschsprachigen Ländern ein Nummer-eins-Erfolg, dann breitete er sich von da über die Nachbarländer aus, nach Belgien ist Italien das fünfte Nummer-eins-Land. |

## Alben
| ← 2012 ← | Liste der Nummer-eins-Alben in Italien | Liste der Nummer-eins-Alben in Italien | Liste der Nummer-eins-Alben in Italien  | 2014 → |
| \| Zeitraum \| Wo. ges. \| Interpret \| Titel \| Zusätzliche Informationen \| \| (Zeitraum, Wochen auf Platz eins, Interpret, Titel, zusätzliche Informationen) \| \| \| \| \| \| ------------------------------------------------------------------------------ \| -------- \| --------------------- \| --------------------------------------- \| -------------------------------------------------------------------------------------------------------------------------------------------------------------------------------- \| \| 17. Dezember 2012 – 13. Januar 2013 4 Wochen (insgesamt 10) \| 10 \| Jovanotti \| Backup 1987–2012: Il Best \| – \| \| 14. Januar 2013 – 27. Januar 2013 2 Wochen \| 2 \| Gianna Nannini \| Inno \| – \| \| 28. Januar 2013 – 3. Februar 2013 1 Woche \| 1 \| Mario Biondi \| Sun \| – \| \| 4. Februar 2013 – 10. Februar 2013 1 Woche \| 1 \| Fabri Fibra \| Guerra e pace \| Das dritte Nummer-eins-Album des italienischen Rappers. \| \| 11. Februar 2013 – 3. März 2013 3 Wochen \| 3 \| Modà \| Gioia \| Für die Mailänder Rockband ist es die zweite Spitzenplatzierung in Folge in den italienischen Albumcharts. \| \| 4. März 2013 – 10. März 2013 1 Woche \| 1 \| Fedez \| Sig. Brainwash – L’arte di accontentare \| Das Album ist der erste Charterfolg für den Mailänder Rapper überhaupt. \| \| 11. März 2013 – 17. März 2013 1 Woche \| 1 \| Renato Zero \| Amo – Capitolo I \| Das fünfte Studioalbum in Folge auf Platz 1 seit 2001 für den italienischen Liedermacher. \| \| 18. März 2013 – 24. März 2013 1 Woche \| 1 \| Marco Mengoni \| #prontoacorrere \| Für den diesjährigen Sanremo-Sieger ist es das vierte Nummer-eins-Album in Folge. \| \| 25. März 2013 – 31. März 2013 1 Woche \| 1 \| Depeche Mode \| Delta Machine \| – \| \| 1. April 2013 – 7. April 2013 1 Woche \| 1 \| Salmo \| Midnite \| Mit dem dritten Album seit 2011 kommt der Rapper aus Sardinien zu seiner ersten Topplatzierung. \| \| 8. April 2013 – 5. Mai 2013 4 Wochen \| 4 \| Emma \| Schiena \| – \| \| 6. Mai 2013 – 12. Mai 2013 1 Woche \| 1 \| Elio e le Storie Tese \| L’album biango \| – \| \| 13. Mai 2013 – 19. Mai 2013 1 Woche (insgesamt 8) \| 8 \| Moreno \| Stecca \| Der Nachwuchsrapper aus Genua springt mit seinem Debütalbum sofort ganz nach oben. \| \| 20. Mai 2013 – 26. Mai 2013 1 Woche \| 1 \| Daft Punk \| Random Access Memories \| – \| \| 27. Mai 2013 – 14. Juli 2013 7 Wochen (insgesamt 8) \| 8 \| Moreno \| Stecca \| – \| \| 15. Juli 2013 – 4. August 2013 3 Wochen \| 3 \| Max Pezzali \| Max 20 \| Das dritte Solo-Nummer-eins-Album des norditalienischen Musikers, weitere Spitzenreiter hatte er mit der Band 883, die er zuletzt alleine weiterführte. \| \| 5. August 2013 – 8. September 2013 5 Wochen (insgesamt 10) \| 10 \| Jovanotti \| Backup 1987–2012: Il Best \| – \| \| 9. September 2013 – 15. September 2013 1 Woche \| 1 \| Samuele Bersani \| Nuvola numero nove \| Für den Cantautore ist es in über 20 Jahren die erste Nummer-eins-Platzierung, damit ist er nicht nur auf Wolke sieben, sondern laut Albumtitel sogar auf Wolke Nummer neun. \| \| 16. September 2013 – 22. September 2013 1 Woche \| 1 \| Negrita \| Dejà vu \| Die Rockband konnte sich mit ihren Alben immer in den Top Ten platzieren, im siebten Anlauf geht es bis an die Spitze. \| \| 23. September 2013 – 13. Oktober 2013 3 Wochen \| 3 \| Alessandra Amoroso \| Amore puro \| Innerhalb von nur viereinhalb Jahren schaffte es die Sängerin mit fünf von sechs Alben auf Platz eins. \| \| 14. Oktober 2013 – 20. Oktober 2013 1 Woche \| 1 \| Elisa \| L’anima vola \| Für die Musikerin ist es von den letzten fünf Veröffentlichungen die dritte Spitzenplatzierung. \| \| 21. Oktober 2013 – 27. Oktober 2013 1 Woche \| 1 \| Emis Killa \| Mercurio \| Nachdem er im Jahr zuvor mit seinem Debüt bereits Platz vier erreicht hatte, schaffte es der lombardische Rapper mit Album Nummer zwei ganz nach oben. \| \| 28. Oktober 2013 – 3. November 2013 1 Woche \| 1 \| Renato Zero \| Amo – Capitolo II \| Nach Kapitel I verschafft Kapitel II dem Liedermacher den zweiten Spitzenreiter in einem Jahr. \| \| 4. November 2013 – 10. November 2013 1 Woche \| 1 \| Giorgia \| Senza paura \| Jedes Studioalbum der letzten Jahre erreichte mindestens die Top Fünf, für die erfolgreiche Sängerin ist es das zweite Nummer-eins-Album in Folge. \| \| 11. November 2013 – 24. November 2013 2 Wochen \| 2 \| Laura Pausini \| 20 – The Greatest Hits \| Nach zwölf Jahren das zweite Best-of-Album des italienischen Popstars auf Platz eins, das siebte Topalbum insgesamt. \| \| 25. November 2013 – 12. Januar 2014 7 Wochen (insgesamt 9) \| 9 \| Ligabue \| Mondovisione \| Auch das zehnte Studioalbum des Cantautore aus Correggio wurde wie alle zuvor mit Mehrfachplatin ausgezeichnet, seit 1995 brachte er sechs dieser Alben in Folge auf Platz eins. \| |                                        |                                        |                                         | |
| ← 2012 |                                        |                                        |                                         | → 2014 → |
| Zeitraum | Wo. ges.                               | Interpret                              | Titel                                   | Zusätzliche Informationen |
| (Zeitraum, Wochen auf Platz eins, Interpret, Titel, zusätzliche Informationen) |                                        |                                        |                                         | |
| 17. Dezember 2012 – 13. Januar 2013 4 Wochen (insgesamt 10) | 10                                     | Jovanotti                              | Backup 1987–2012: Il Best               | – |
| 14. Januar 2013 – 27. Januar 2013 2 Wochen | 2                                      | Gianna Nannini                         | Inno                                    | – |
| 28. Januar 2013 – 3. Februar 2013 1 Woche | 1                                      | Mario Biondi                           | Sun                                     | – |
| 4. Februar 2013 – 10. Februar 2013 1 Woche | 1                                      | Fabri Fibra                            | Guerra e pace                           | Das dritte Nummer-eins-Album des italienischen Rappers. |
| 11. Februar 2013 – 3. März 2013 3 Wochen | 3                                      | Modà                                   | Gioia                                   | Für die Mailänder Rockband ist es die zweite Spitzenplatzierung in Folge in den italienischen Albumcharts.                                                                       |
| 4. März 2013 – 10. März 2013 1 Woche | 1                                      | Fedez                                  | Sig. Brainwash – L’arte di accontentare | Das Album ist der erste Charterfolg für den Mailänder Rapper überhaupt. |
| 11. März 2013 – 17. März 2013 1 Woche | 1                                      | Renato Zero                            | Amo – Capitolo I                        | Das fünfte Studioalbum in Folge auf Platz 1 seit 2001 für den italienischen Liedermacher.                                                                                        |
| 18. März 2013 – 24. März 2013 1 Woche | 1                                      | Marco Mengoni                          | #prontoacorrere                         | Für den diesjährigen Sanremo-Sieger ist es das vierte Nummer-eins-Album in Folge.                                                                                                |
| 25. März 2013 – 31. März 2013 1 Woche | 1                                      | Depeche Mode                           | Delta Machine                           | – |
| 1. April 2013 – 7. April 2013 1 Woche | 1                                      | Salmo                                  | Midnite                                 | Mit dem dritten Album seit 2011 kommt der Rapper aus Sardinien zu seiner ersten Topplatzierung.                                                                                  |
| 8. April 2013 – 5. Mai 2013 4 Wochen | 4                                      | Emma                                   | Schiena                                 | – |
| 6. Mai 2013 – 12. Mai 2013 1 Woche | 1                                      | Elio e le Storie Tese                  | L’album biango                          | – |
| 13. Mai 2013 – 19. Mai 2013 1 Woche (insgesamt 8) | 8                                      | Moreno                                 | Stecca                                  | Der Nachwuchsrapper aus Genua springt mit seinem Debütalbum sofort ganz nach oben.                                                                                               |
| 20. Mai 2013 – 26. Mai 2013 1 Woche | 1                                      | Daft Punk                              | Random Access Memories                  | – |
| 27. Mai 2013 – 14. Juli 2013 7 Wochen (insgesamt 8) | 8                                      | Moreno                                 | Stecca                                  | – |
| 15. Juli 2013 – 4. August 2013 3 Wochen | 3                                      | Max Pezzali                            | Max 20                                  | Das dritte Solo-Nummer-eins-Album des norditalienischen Musikers, weitere Spitzenreiter hatte er mit der Band 883, die er zuletzt alleine weiterführte.                          |
| 5. August 2013 – 8. September 2013 5 Wochen (insgesamt 10) | 10                                     | Jovanotti                              | Backup 1987–2012: Il Best               | – |
| 9. September 2013 – 15. September 2013 1 Woche | 1                                      | Samuele Bersani                        | Nuvola numero nove                      | Für den Cantautore ist es in über 20 Jahren die erste Nummer-eins-Platzierung, damit ist er nicht nur auf Wolke sieben, sondern laut Albumtitel sogar auf Wolke Nummer neun.     |
| 16. September 2013 – 22. September 2013 1 Woche | 1                                      | Negrita                                | Dejà vu                                 | Die Rockband konnte sich mit ihren Alben immer in den Top Ten platzieren, im siebten Anlauf geht es bis an die Spitze.                                                           |
| 23. September 2013 – 13. Oktober 2013 3 Wochen | 3                                      | Alessandra Amoroso                     | Amore puro                              | Innerhalb von nur viereinhalb Jahren schaffte es die Sängerin mit fünf von sechs Alben auf Platz eins.                                                                           |
| 14. Oktober 2013 – 20. Oktober 2013 1 Woche | 1                                      | Elisa                                  | L’anima vola                            | Für die Musikerin ist es von den letzten fünf Veröffentlichungen die dritte Spitzenplatzierung.                                                                                  |
| 21. Oktober 2013 – 27. Oktober 2013 1 Woche | 1                                      | Emis Killa                             | Mercurio                                | Nachdem er im Jahr zuvor mit seinem Debüt bereits Platz vier erreicht hatte, schaffte es der lombardische Rapper mit Album Nummer zwei ganz nach oben.                           |
| 28. Oktober 2013 – 3. November 2013 1 Woche | 1                                      | Renato Zero                            | Amo – Capitolo II                       | Nach Kapitel I verschafft Kapitel II dem Liedermacher den zweiten Spitzenreiter in einem Jahr.                                                                                   |
| 4. November 2013 – 10. November 2013 1 Woche | 1                                      | Giorgia                                | Senza paura                             | Jedes Studioalbum der letzten Jahre erreichte mindestens die Top Fünf, für die erfolgreiche Sängerin ist es das zweite Nummer-eins-Album in Folge.                               |
| 11. November 2013 – 24. November 2013 2 Wochen | 2                                      | Laura Pausini                          | 20 – The Greatest Hits                  | Nach zwölf Jahren das zweite Best-of-Album des italienischen Popstars auf Platz eins, das siebte Topalbum insgesamt.                                                             |
| 25. November 2013 – 12. Januar 2014 7 Wochen (insgesamt 9) | 9                                      | Ligabue                                | Mondovisione                            | Auch das zehnte Studioalbum des Cantautore aus Correggio wurde wie alle zuvor mit Mehrfachplatin ausgezeichnet, seit 1995 brachte er sechs dieser Alben in Folge auf Platz eins. |

## Jahreshitparaden
| ← 2012 ← | Liste der Jahres-Nummer-eins-Hits in Italien | Liste der Jahres-Nummer-eins-Hits in Italien  | Liste der Jahres-Nummer-eins-Hits in Italien | 2014 →   |
| \| Singles \| Position# \| Alben \| \| ------------------------------------------------------------------------------------------------------------------------------------------------------------ \| --------- \| --------------------------------------------- \| \| Get Lucky Daft Punk feat. Pharrell Williams Nile Rodgers, Thomas Bangalter, Guy-Manuel de Homem-Christo, Pharrell Williams \| 1 \| Mondovisione Ligabue \| \| Wake Me Up Avicii Tim Bergling, Mike Einziger, Aloe Blacc, Ash Pournouri \| 2 \| Gioia … non è mai abbastanza! Modà \| \| L’essenziale Marco Mengoni Francesco de Benedittis, Roberto Casalino, Marco Mengoni \| 3 \| Backup 1987–2012: Il Best Jovanotti \| \| Blurred Lines Robin Thicke Robin Thicke, Pharrell Williams, Clifford Harris Jr. \| 4 \| Stecca Moreno \| \| Just Give Me a Reason Pink feat. Nate Ruess Alecia Moore, Nate Ruess, Jeff Bhasker \| 5 \| Schiena vs schiena Emma \| \| Scream & Shout Will.i.am William Adams, Jef Martens, Jean-Baptiste Kouame \| 6 \| Sig. Brainwash – L’arte di accontentare Fedez \| \| I Follow Rivers Lykke Li Rick Nowels, Björn Yttling, Lykke Li Zachrisson \| 7 \| #prontoacorrereilviaggio Marco Mengoni \| \| You Will Never Know Imany Nadia Mladjao, E.M.N’, M. N’Gom \| 8 \| Midnight Memories One Direction \| \| Play Hard David Guetta feat. Ne-Yo & Akon Shaffer Smith, Aliaune Thiam, David Guetta, Frédéric Riesterer, Giorgio Tuinfort, Sebastiaan Molijn, Eelke Kalberg \| 9 \| 20 – The Greatest Hits Laura Pausini \| \| Pompeii Bastille Dan Smith \| 10 \| Max 20 Max Pezzali \| |                                              |                                               |                                              |          |
| ← 2012 |                                              |                                               |                                              | → 2014 → |
| Singles | Position#                                    | Alben                                         |                                              |          |
| Get Lucky Daft Punk feat. Pharrell Williams Nile Rodgers, Thomas Bangalter, Guy-Manuel de Homem-Christo, Pharrell Williams | 1                                            | Mondovisione Ligabue                          |                                              |          |
| Wake Me Up Avicii Tim Bergling, Mike Einziger, Aloe Blacc, Ash Pournouri | 2                                            | Gioia … non è mai abbastanza! Modà            |                                              |          |
| L’essenziale Marco Mengoni Francesco de Benedittis, Roberto Casalino, Marco Mengoni | 3                                            | Backup 1987–2012: Il Best Jovanotti           |                                              |          |
| Blurred Lines Robin Thicke Robin Thicke, Pharrell Williams, Clifford Harris Jr. | 4                                            | Stecca Moreno                                 |                                              |          |
| Just Give Me a Reason Pink feat. Nate Ruess Alecia Moore, Nate Ruess, Jeff Bhasker | 5                                            | Schiena vs schiena Emma                       |                                              |          |
| Scream & Shout Will.i.am William Adams, Jef Martens, Jean-Baptiste Kouame | 6                                            | Sig. Brainwash – L’arte di accontentare Fedez |                                              |          |
| I Follow Rivers Lykke Li Rick Nowels, Björn Yttling, Lykke Li Zachrisson | 7                                            | #prontoacorrereilviaggio Marco Mengoni        |                                              |          |
| You Will Never Know Imany Nadia Mladjao, E.M.N’, M. N’Gom | 8                                            | Midnight Memories One Direction               |                                              |          |
| Play Hard David Guetta feat. Ne-Yo & Akon Shaffer Smith, Aliaune Thiam, David Guetta, Frédéric Riesterer, Giorgio Tuinfort, Sebastiaan Molijn, Eelke Kalberg | 9                                            | 20 – The Greatest Hits Laura Pausini          |                                              |          |
| Pompeii Bastille Dan Smith | 10                                           | Max 20 Max Pezzali                            |                                              |          |